# Балка Мутова
Балка Мутова — балка (річка) в Україні у Новомиколаївському районі Запорізької області. Ліва притока річки Верхньої Терси (басейн Дніпра).

## Опис
Довжина балки приблизно 3,49 км, найкоротша відстань між витоком і гирлом — 3,01  км, коефіцієнт звивистості річки — 1,16 . Формується декількома балками та загатами.

## Розташування
Бере початок на східній околиці села Кам'янувате. Тече переважно на північний схід і у селі Софіївці впадає у річку Верхню Терсу, ліву притоку річки Вовчої.

## Цікаві факти
- У селі Софіївка балку перетинає автошлях Т 0408[3] (автомобільний шлях територіального значення у Дніпропетровській та Запорізькій областях. Пролягає територією Павлоградського, Васильківського, Новомиколаївського, Оріхівського та Токмацького районів через Павлоград — Васильківку — Новомиколаївку — Оріхів — Токмак. Загальна довжина — 146,2 км.).
- У XX столітті на балці існували скотний двір та багато газових свердловин[2].